# Pagurus townsendi
Pagurus townsendi är en kräftdjursart som först beskrevs av James Everard Benedict 1892.  Pagurus townsendi ingår i släktet Pagurus och familjen eremitkräftor. Inga underarter finns listade i Catalogue of Life.